# Anjoma Betoho
Anjoma Betoho is een plaats en commune in het centrum van Madagaskar, behorend tot het district Manjakandriana, dat gelegen is in de regio Analamanga. Tijdens een volkstelling in 2001 telde de plaats 3.164 inwoners.
De plaats biedt naast lager onderwijs ook middelbaar onderwijs aan. 97 % van de bevolking werkt als landbouwer en 2 % houdt zich bezig met veeteelt. De belangrijkste landbouwproducten zijn rijst en bambara grondnoot; andere belangrijke producten zijn maniok en zoete aardappelen. Verder is 1% actief in de dienstensector.